# General Mola (GM)
El General Mola (GM), antes conocido como Archimede, fue un submarino perteneciente a la clase General Mola. Este submarino de construcción italiana pertenecía a la Clase Archimede de la Regia Marina, cedido a los sublevados por Italia.

## Historial

### En la Regia Marina
En 1931 se pusieron en grada cuatro unidades diseñadas por el ingeniero Virginio Cavallini, nombrados Archimede, Torricelli, Ferraris y Galilei e integrantes de la llamada Clase Archimede. Fueron versiones ampliadas con más autonomía que la Clase Settembrini. 

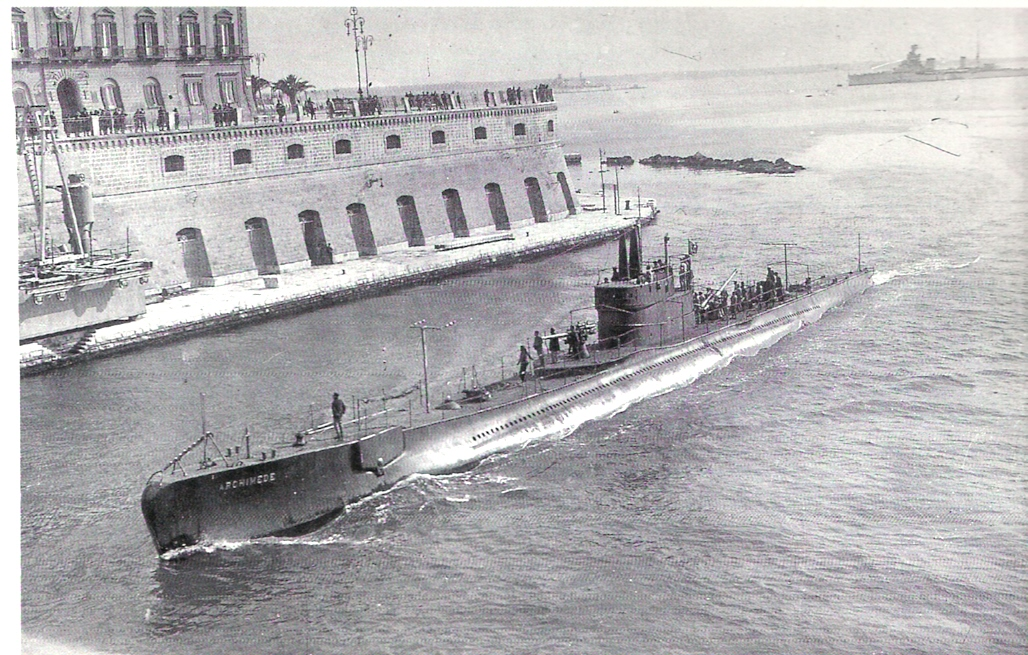
El Archimede en Tarento (1934).

El Archimede fue puesto en grada 1931 y botado en 1933, siendo alistado en la Regia Marina en 1934.
El 11 de septiembre de 1936 se reúnen en Cáceres jefes de las marinas alemana, italiana y nacionalista, en dicha reunión se acuerda enviar submarinos de las dos primeras en ayuda de los sublevados bajo su mando operacional, sin embargo, no es hasta el 29 de abril de 1937 cuando  se consigue el visto bueno del almirante Somigli, jefe de la Regia Marina, y se asignan a tal misión los submarinos Archimede y Torricelli.
El 17 de noviembre de 1936 el submarino Archimede de fue cedido por cuatro meses a la marina sublevada, incluida la dotación, siendo su comandante el capitán de corbeta Sergio Lusena, aunque llevando algún oficial español a bordo. Zarpa de Nápoles el 1 de enero de 1937, realizando patrullas en aguas del Mediterráneo con la misión de atacar a todos los buques tanto republicanos como neutrales que llevasen suministros a puertos de la República, regresando a su puerto de partida el 16 del mismo mes.

### En el bando sublevado
El 20 de abril de 1937 fue transferido definitivamente a la marina sublevada, identificándose como C-5, por orden expresa del general Franco, para que pudiera creerse que se trataba del submarino perdido por los republicanos en el golfo de Vizcaya por causas desconocidas, y que había sido reflotado y puesto de nuevo en servicio por los nacionales.
La entrega se hizo en aguas de la isla de Cabrera a donde llegó con una reducida tripulación italiana, en la que figuraban algunos oficiales españoles que habían sido enviados a Italia para familiarizarse en su manejo. El resto de la dotación llegó a bordo de los transportes armados Mallorca y Rey don Jaime procedentes de Cádiz, donde unas semanas antes se pidieron voluntarios en todos los barcos de la Armada Nacional, dándoles una corta instrucción.
Quedaron a bordo solo once marinos italianos siendo el resto relevados. Seguidamente entró en el puerto de Pollensa, desde donde efectuó maniobras y prácticas durante un período de dos semanas. En agosto empezó a llamarse General Mola.
Su primera salida con bandera española fue el 13 de mayo de 1937, cuando junto con el General Sanjurjo zarpó hacia el canal de Sicilia donde cumplió misiones de exploración en el canal de Spartivento. A su regreso, logró hundir la motonave de pasaje y carga Ciudad de Barcelona, de la compañía Trasmediterránea de 3946 toneladas de registro bruto, junto al cabo de Tordera, cerca de Malgrat, que transportaba voluntarios de las Brigadas Internacionales. Poco después hundió al motovelero Granada, regresando a su base de Sóller.
Su segunda patrulla empezó el 29 de junio dirigiéndose a la costa catalana, donde sorprendió al petrolero Campero, al que averiaron con fuego de cañón, no pudiendo hundirlo ante la aparición de la aviación republicana. El 26 de julio echó a pique cerca de Alicante al mercante Cabo de Palos de la compañía Ibarra, de 6342 toneladas.
El 21 de agosto inició su tercera patrulla, con la orden de localizar a un hidroavión que había caído al mar. Tan solo consiguieron recuperar uno de sus flotadores.
Los ataques normalmente se realizaban mediante fuego artillero debido a la escasez de torpedos.
En septiembre efectuó una nueva patrulla y a mediados de octubre se trasladó a Tarento para limpiar fondos y pintar, saliendo del puerto el 25 de noviembre.
El 31 de enero de 1938 torpedea y hunde, a menos de 3 millas de cabo Tiñoso, al vapor de 887 toneladas Endymion, un  carguero inglés con matrícula de Gibraltar, que era hasta ese momento el navío contrabandista más buscado.

### Tras la Guerra Civil
Una vez finalizada la guerra se le suprimió la pieza de artillería de popa. Fue dado de baja el 24 de mayo de 1959. Ya desarmado, se perdió en diciembre del mismo año cuando era remolcado a la Escuela Naval de Marín, cerca de las islas Cíes.[cita requerida]

## Comandantes del submarino
| Empleo             | Nombre                                | Desde      | hasta      |
| ------------------ | ------------------------------------- | ---------- | ---------- |
| Capitán de corbeta | Rafael Fernández de Bobadilla         | 22-4-1937  | 17-6-1938  |
| Capitán de Corbeta | Melchor Ordóñez Mapelli               | 17-6-1938  | 8-7-1940   |
| Capitán de Corbeta | Luis Huerta de los Ríos               | 8-7-1940   | 3-7-1941   |
| Capitán de Corbeta | Joaquín Cervera Cervera               | 3-7-1941   | 21-7-1942  |
| Capitán de Corbeta | Manuel Cervera Cabello                | 28-7-1942  | 15-1-1944  |
| Capitán de Corbeta | Gonzalo Díaz García                   | 15-1-1944  | 05-9-1946  |
| Capitán de Corbeta | José L. Rodríguez Torres              | 5-9-1946   | 29-10-1948 |
| Capitán de Corbeta | Luis Arévalo Pelluz                   | 29-10-1948 | 24-11-1950 |
| Capitán de Corbeta | Enrique Rolamdi Gaite                 | 24-11-1950 | 12-12-1952 |
| Capitán de Corbeta | Francisco Javier de Elizalde y Laínez | 12-12-1952 | 01-09-1954 |
| Capitán de Corbeta | Enrique González Romero               | 1-9-1954   | 7-9-1956   |
| Capitán de Corbeta | Tomás Clavijo Navarro                 | 7-9-1956   | 10-7-1958  |
| Teniente de Navío  | Jacinto García Abajo                  | 10-7-1958  | 24-5-1959  |